# Caroline Walker Bynum
Caroline Walker Bynum (* 10. Mai 1941 in Atlanta) ist eine US-amerikanische Historikerin.

Caroline Walker Bynum hatte schottisch-irische sowie Vorfahren aus den Südstaaten. Ihre Eltern waren Professoren. Sie besuchte die Grammar School und die Henry Grady High School (1954–1958) in Atlanta. Bynum studierte zunächst Philosophie und Literatur. Danach wechselte sie zur Geschichte. Bynum besuchte von 1958 bis 1960 das Radcliffe College und machte den Bachelor (1962) an der University of Michigan sowie den Master 1963 an der Harvard University. 1969 folgte der Ph.D. an der Harvard University. In Harvard (1969–1973) und an der Divinity School (1973–1976) folgten die ersten akademischen Anstellungen. Von 1976 bis 1988 lehrte sie als Associate Professor an der University of Washington. 1988 übernahm sie den Morris and Alma Schapiro Lehrstuhl an der Columbia University. Von 1993 bis 1994 war sie Dekanin der School of General Studies. Sie war 1996 Präsidentin der American Historical Association und von 1997 bis 1998 Präsidentin der Medieval Academy of America. 1999 wurde sie zur Universitätsprofessorin ernannt, die höchste Auszeichnung der Fakultät. Sie war damit in Columbia die erste Frau mit diesem Amtstitel. Bynum lehrte von 2003 bis zu ihrer Emeritierung 2011 am Institute for Advanced Study. 
Ihre Forschungsschwerpunkte sind die Religions- und Geistesgeschichte Westeuropas vom 12. bis 15. Jahrhundert. Grundlegend wurden Bynums Arbeiten über das Körperverständnis religiöser Frauen im Mittelalter. Internationale Anerkennung fand ihre Darstellung Holy Feast and Holy Fast: The Religious Significance of Food to Medieval Women (1987). Für diese Darstellung erhielt sie 1988 den Governor’s Award des Bundesstaats Washington und 1989 den Philip Schaff Preis der American Society of Church History. Für ihr Buch The Resurrection of the Body erhielt sie den Ralph Waldo Emerson Prize und den Jacques Barzun Prize (1995) der American Philosophical Society für die beste Darstellung in Kulturgeschichte.
Für ihre Forschungen wurden Bynum zahlreiche weitere wissenschaftliche Ehrungen und Mitgliedschaften zugesprochen. Von 1986 bis 1991 war sie MacArthur Fellow. Sie wurde 1989 Fellow der Medieval Academy of America sowie 1993 Mitglied der American Academy of Arts and Sciences. 1995 wurde sie Fellow der American Philosophical Society. Bynum erhielt Ehrendoktorate von 14 Universitäten (darunter University of Chicago, Colgate University und Northwestern University) verliehen. 2007 wurde ihr mit dem Titel History in the Comic Mode: Medieval Communities and the Matter of Person eine Festschrift gewidmet, die von Rachel Fulton und Bruce Holsinger herausgegeben wurde. 2012 wurde sie als ausländisches Mitglied in den Orden Pour le Mérite für Wissenschaften und Künste der Bundesrepublik gewählt, 2017 als Corresponding Fellow in die British Academy.
Bynum war mit dem Soziologen Guenther Roth (1931–2019) verheiratet.

## Schriften (Auswahl)
- Docere Verbo et Exemplo. An Aspect of Twelfth-Century Spirituality (= Harvard Theological Studies. Bd. 31). Scholars Press, Missoula MT 1979, ISBN 0-89130-267-0.
- Jesus as Mother. Studies in the Spirituality of the High Middle Ages (= Publications of the Center for Medieval and Renaissance Studies. Bd. 16). University of Califormia Press, Berkeley CA u. a. 1982, ISBN 0-520-04194-1.
- Holy Feast and Holy Fast. The Religious Significance of Food to Medieval Women (= The New Historicism, Studies in Cultural Poetics. Bd. 1). University of Califormia Press, Berkeley CA u. a. 1987, ISBN 0-520-05722-8.
- Mystik und Askese im Leben mittelalterlicher Frauen: einige Bemerkungen zu den Typologien von Max Weber und Ernst Troeltsch. In: Wolfgang Schluchter (Hrsg.): Max Webers Sicht des okzidentalen Christentums. Interpretation und Kritik (= Suhrkamp-Taschenbuch Wissenschaft. Stw 730). Suhrkamp, Frankfurt am Main 1988, ISBN 3-518-28330-8, S. 355–382.
- Fragmentation and Redemption. Essays on Gender and the Human Body in Medieval Religion. Zone Books, New York NY 1991, ISBN 0-942299-62-0.
  - Deutsch (gekürzt): Fragmentierung und Erlösung. Geschlecht und Körper im Glauben des Mittelalters (= Edition Suhrkamp. es 1731 = NF 731). Aus dem Amerikanischen von Brigitte Große. Suhrkamp, Frankfurt am Main 1996, ISBN 3-518-11731-9 (Enthält u. a. eine grundlegende Auseinandersetzung mit Victor Turner).
- The Resurrection of the Body in Western Christianity, 200–1336 (= Lectures on the History of Religions. NS Bd. 15). Columbia University Press, New York NY u. a. 1995, ISBN 0-231-08126-X.
- Metamorphosis and Identity. Zone Books, New York NY 2001, ISBN 1-890951-22-6.
- Wonderful Blood. Theology and Practice in Late Medieval Northern Germany and Beyond. PENN, University of Pennsylvania Press, Philadelphia PA 2007, ISBN 978-0-8122-3985-0.
- Christian Materiality. An Essay on Religion in Late Medieval Europe. Zone Books, New York NY 2011, ISBN 978-1-935408-10-9.